# Mercedes (Urugwaj)

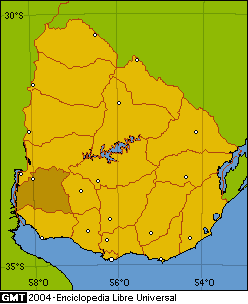
Położenie miasta Mercedes w departamencie Soriano

Mercedes − miasto w zachodnim Urugwaju na lewym brzegu rzeki Río Negro, około 50 km od jej ujścia do rzeki Urugwaj. Ludność: Ośrodek administracyjny departamentu Soriano.
Miasto zostało założone w 1788 przez księdza Manuela Antonio de Castro y Careaga pod nazwą Capilla Nueva de las Mercedes. W 1811 miasto było ośrodkiem urugwajskiego ruchu rewolucyjnego Grito de Asencio. Swoją kwaterę generalną ustanowił tutaj generał José Artigas, który 11 kwietnia 1811 wygłosił odezwę tzw. deklarację z Mercedes (Proclama de Mercedes) wzywającą do dalszej walki. Stąd też wobec miasta używa się stwierdzenia: Aquí nació la Patria, czyli "Tutaj narodziła się Ojczyzna".
Mercedes to ważny ośrodek handlu produktami rolnymi, głównie pszenicą, kukurydzą, siemieniem lnianym, bydłem i owcami. Rozwinął się również przemysł spożywczy i papierniczy. W mieście znajduje się port lotniczy Mercedes-Ricardo de Tomasi.